# Henry Sam
Pour les articles homonymes, voir Sam.
Henry Sam, né le 24 mai 1999, est un coureur cycliste guatémaltèque. Il évolue au sein de l'équipe Decorabaños-AC Quetzaltenango.

## Biographie
Henry Sam commence le cyclisme à l'âge de treize ans. Dans les catégories de jeunes, il court à la fois sur route, sur piste et en VTT. Ses frères Giovanni et Edwin sont également coureurs cyclistes.
En 2016, il se distingue en remportant la version juniors du Tour du Guatemala. Sur piste, il est sacré triple champion du Guatemala juniors (kilomètre, omnium et vitesse). Il est également médaillé de bronze de la course scratch aux championnats panaméricains. L'année suivante, il devient champion du Guatemala du contre-la-montre juniors. Il remporte de nouveau ce titre en 2018, mais chez les espoirs (moins de 23 ans). 
En 2019, il s'impose sur la poursuite par équipes et la course à élimination aux champion du Guatemala sur piste. Lors de la saison 2020, il devient champion d'Amérique centrale sur route en catégorie espoirs,.

## Palmarès sur route

### Par année
- 2016
  - Vuelta del Porvenir de Guatemala
- 2017
  -  Champion du Guatemala du contre-la-montre juniors
  - 3e du championnat du Guatemala sur route juniors
- 2018
  -  Champion du Guatemala du contre-la-montre espoirs
  - Champion du Guatemala du contre-la-montre par équipes
- 2019
  - Champion du Guatemala du contre-la-montre par équipes
  - 2e du championnat du Guatemala du contre-la-montre espoirs
- 2020
  -  Champion d'Amérique centrale sur route espoirs
  - 4e étape du Tour por la Paz (contre-la-montre)
- 2021
  - 2e du championnat du Guatemala du contre-la-montre espoirs
- 2022
  - Champion du Guatemala du contre-la-montre par équipes
  - 4e étape du Tour por la Paz
  - 2e étape de la Pre-Vuelta Guatemala
- 2023
  - 4e étape du Tour por la Paz
  - 3e étape de la Clásica de Verano
  - 2e du championnat du Guatemala du contre-la-montre

### Classements mondiaux
| Année            | 2019 |
| ---------------- | ---- |
| UCI America Tour | 260e |

## Palmarès sur piste

### Championnats panaméricains
- 2016
  -  Médaillé de bronze du scratch juniors

### Championnats nationaux
| - 2016 - Champion du Guatemala du kilomètre juniors - Champion du Guatemala de l'omnium juniors - Champion du Guatemala de vitesse juniors - 2017 - Champion du Guatemala de poursuite juniors - Champion du Guatemala du kilomètre juniors | - 2019 - Champion du Guatemala de poursuite par équipes - Champion du Guatemala de la course à l'élimination |